# Корельский уезд

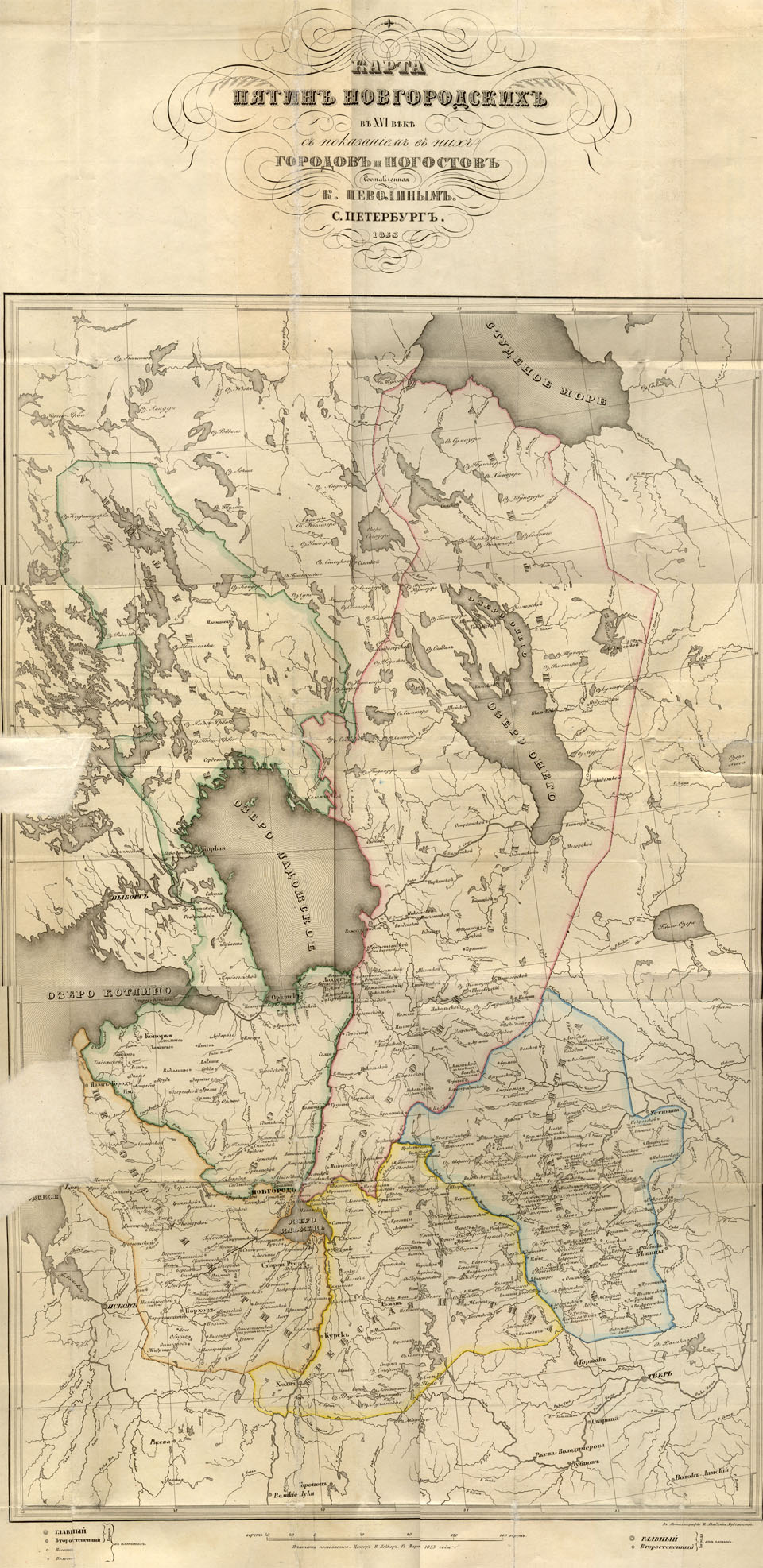
Корельский уезд на самом севере Водской пятины (выделена зелёным)

Коре́льский уезд — один из уездов на северо-западе Водской пятины Новгородской земли. Центр — город Корела (ныне — Приозерск). Уезд включал земли востока Карельского перешейка и Северное Приладожье, населённые в основном корелой — племенем, предком современных карел.

## История

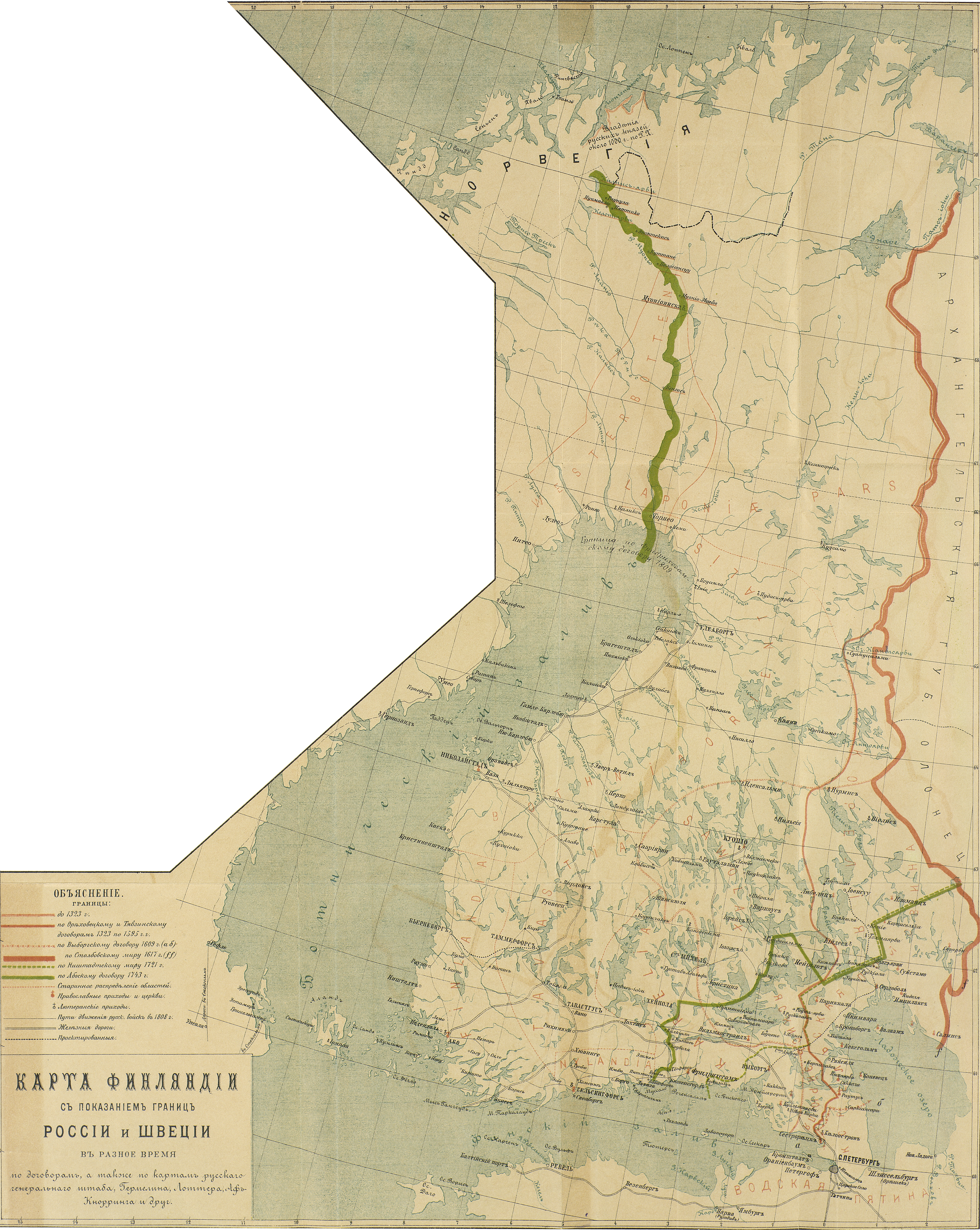
Карта с указанием изменения границ
России и Швеции в 1323—1743 годах

Первые письменные упоминания Корельского уезда содержатся в Писцовой книге 1500 года, в которой он является административной единицей Водской пятины Новгородской земли. Уезд делился на Переднюю Корелу, состоящую из трёх погостов и Заднюю Корелу, состоящую из 5 погостов. Административный центр Корельского уезда — крепость Корела.
В 1580 году территория уезда была захвачена шведскими войсками под командованием Понтуса Делагарди в ходе Ливонской войны. В 1583 году, согласно заключённому Плюсскому мирному соглашению, Корельский уезд перешел под власть Шведской империи и был переименован в «Кексгольмский лен».

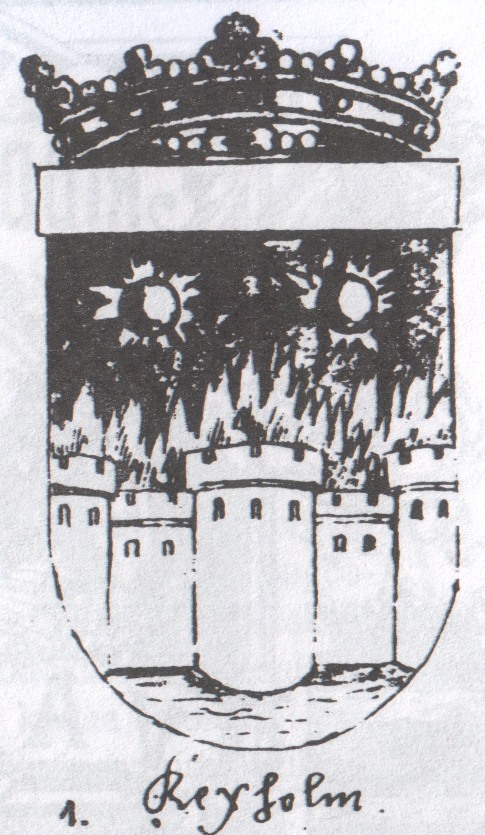
Герб Кексгольмского герцогства (1580)

В 1595 году приладожские земли были возвращены в состав Русского царства по Тявзинскому миру, было восстанавлено прежнее русское административное деление.
В 1609 году царь Василий Шуйский заключает со Швецией Выборгский договор, по которому в обмен на военную помощь в усмирении Смуты обязуется передать Швеции крепость Корелу и территорию Корельского уезда. В 1611 году, после свержения Шуйского, под предлогом невыполнения русскими условий Выборгского договора, шведские войска под командованием Якоба Делагарди захватывают уезд, который вновь становится Кексгольмским леном. В 1617 году по Столбовскому миру он официально входит в состав Шведского государства. Создаётся генерал-губернаторство с центром в Нарве, объединяющее Ореховский и Кексгольмский лен. Первым губернатором становится Якоб Делагарди, отвоевавший эти земли для Швеции. С 1630 года Кексгольмский лен становится владением короля и имеет особую юрисдикцию — не имея представителей в риксдаге и не поставляя в армию рекрутов.
По завершении Северной войны 1700—1721 годов, по Ништадтскому мирному договору 1721 года, территория была возвращена в состав Русского царства. Городу Кореле было оставлено его шведское название Кексгольм, а уезд стал называться Кексгольмской провинцией. В 1743 году территория провинции вошла в Выборгскую губернию как Кексгольмский уезд, который впоследствии был разделён на три уезда: Нижнекексгольмский, Среднекексгольмский и Верхнекексгольмский.
В 1802 году Выборгская губерния была переименована в Финляндскую губернию и в 1812 году введена в состав Великого княжества Финляндского Российской империи.
В середине XIX века Кексгольмские уезды были объединены в один.
В 1918 году, в составе независимой Финляндии, уезд был упразднён как административная единица.

## Состав

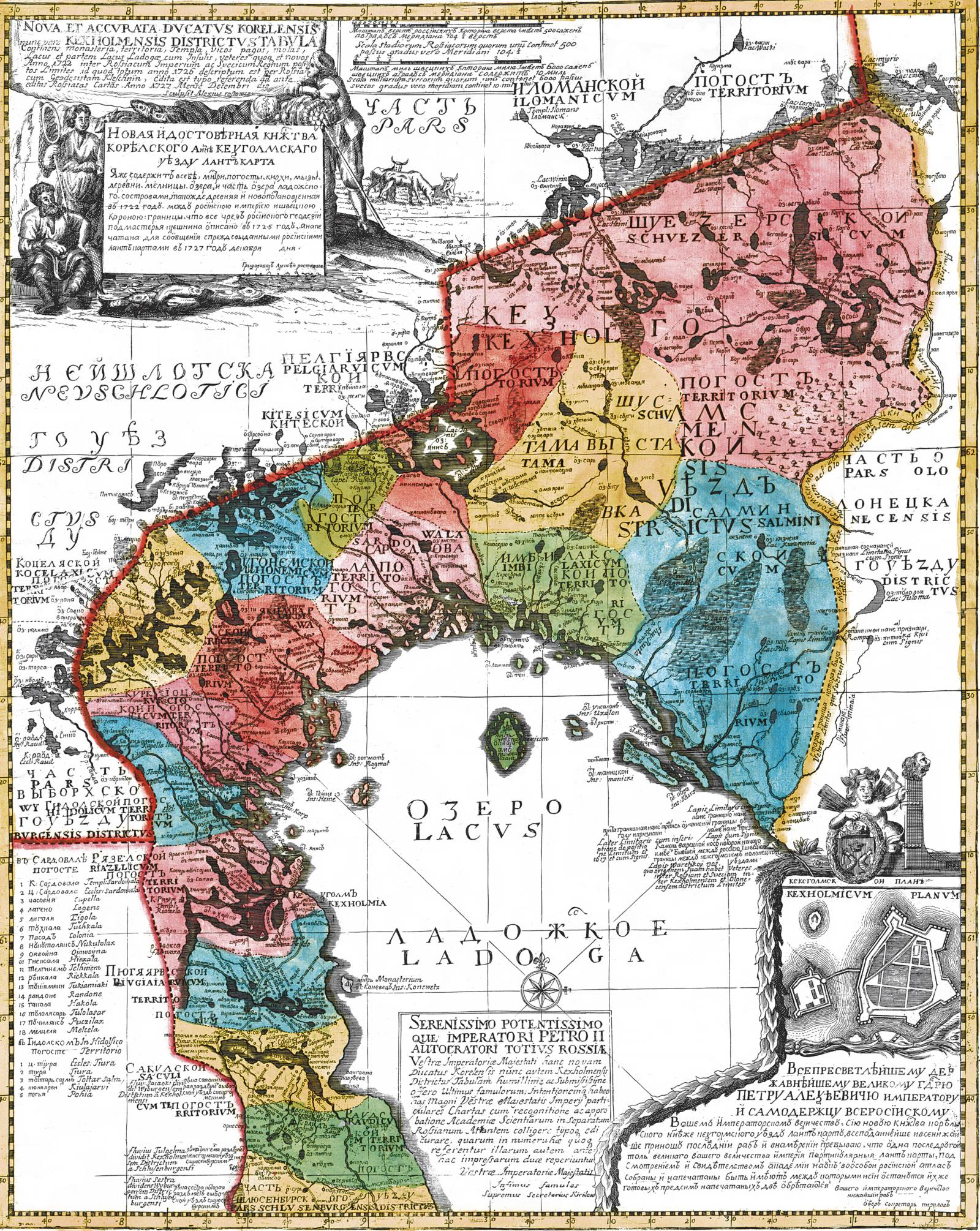
Княжество Корельское. Атлас Всероссийской империи И. К. Кирилова 1722—1737 гг

Деление земли карел на погосты существовало с древнейших времён, по крайней мере, они упоминаются как сложившиеся единицы в Ореховецком договоре 1323 года. Существовал ли тогда Корельский уезд — неясно, и о включении погостов в его состав можно говорить уверенно только применительно к XV веку, когда составленная в 1500 году Переписная окладная книга Водской пятины зафиксировала названия уездов, в том числе Корельского, и деление их на погосты. В частности, там перечисляются:
- Городенский погост с центром в городе Кореле, ныне — Приозерск (Приозерский район Ленинградской области)
- Михайловский Сакульский погост с центром в селении Сакула (Саккула, Саккола), ныне — Громово (Приозерский район Ленинградской области)
- Васильевский Ровдужский погост с центром в селении Рауту (Реутово), ныне — Сосново (Приозерский район Ленинградской области)
- Богородицкий Кирьяжский погост с центром в селении Куркиёки (Кирьяж?), ныне — Куркиёки (Лахденпохский район Карелии)
- Никольский Сердовольский погост с центром в селении Сердоволь (Сердоболь, Сордавала), ныне — Сортавала (Сортавальский район Карелии)
- Воскресенской Соломянский погост с центром в селении Салми (Питкярантский район Карелии).
- Ильинский Иломонский погост с центром в селении Иломанси (Северная Карелия Финляндии);

Погосты именовались следующим образом: первое прилагательное происходило от имени святого, во славу которого была освящена погоская церковь, а второе — по названию главного поселения погоста.
Очевидно, что прежде деление на погосты могло быть иным, например, в бересте № 248 упоминается неизвестный по переписной книге 1500 года Кюлолакский погост, наряду с известным Кирьяжским:
Беют челом корила погоская Кюлолакская и Кюриеская Господину Новугороду…
Следует упомянуть ещё три погоста, которые до захвата их Швецией в конце XIII века имели общую судьбу с землями будущего Корельского уезда, это Огребу, Яскы и Севилакша — они располагались на западе и севере Карельского перешейка, и также были населены карелами.

## География
Уезд охватывал основную племенную территорию племени корела, за исключением погостов, находящихся с 1323 года в составе Швеции: это восточная часть Карельского перешейка и Северное Приладожье. На западе он граничил со Швецией, на севере — с Норвегией и Северным Ледовитым океаном, на востоке — с Обонежской пятиной Новгородской республики.
Более плотно были населены погосты на северо-западном берегу Ладоги — Кирьяжский и Сердовольский, наименее — обширные погосты севера уезда, Иломанский и Соломенский. Населявшие уезд карелы занимались земледелием: выращивали рожь, ячмень; разводили скот, охотились, в том числе на пушного зверя, ловили рыбу. Особенно славились лошади особой корельской породы, о которых упоминалось в договорах Новгорода с немецкими купцами.